# Nesticus carteri
Espèce
Nesticus carteri est une espèce d'araignées aranéomorphes de la famille des Nesticidae.

## Distribution
Cette espèce est endémique des États-Unis. Elle se rencontre au Kentucky, au Tennessee, en Virginie, en Virginie-Occidentale et en Indiana,.

## Description
Le mâle décrit par Gertsch en 1984 mesure 2,60 mm et la femelle 3,2 mm.

## Systématique et taxinomie
Cette espèce a été décrite par Emerton en 1875.

## Étymologie
Son nom d'espèce lui a été donné en référence au lieu de sa découverte, le comté de Carter.

## Publication originale
- Emerton, 1875 : « Notes on spiders from Caves in Kentucky, Virginia and Indiana. » American Naturalist, vol. 9, p. 278-281.